# Девета дивизионна област
Девета дивизионна област е военна област на 9-а пехотна плевенска дивизия, формирана през 1903 година.

## История
Девета дивизионна област е формирана с Указ № 89 от 30 декември 1903 година със седалище в Плевен. В състава на областта влизат административните околии Плевенска, Никополска, Свищовска, Ловешка, Троянска и Севлиевска и полковите окръжия на 4-ти пехотен плевенски полк, 17-и пехотен доростолски полк, 33-ти пехотен свищовски полк и 34-ти пехотен троянски полк. Съгласно указ № 148 от 27 декември 1906 влиза в подчинение на новоформираната 3-та военноинспекционна област. Разформирана е на 8 юли 1919 г. и е формирана отново на 23 януари 1939 г., като включва частите от състава на 9-а пехотна плевенска дивизия, полковите окръжия в Плевен, Ловеч и Оряхово и войсковите части и учреждения на територията на областта. На 12 февруари 1941 г. е обявена мобилизация. На 24 февруари 1941 г. в областта пристигат чинове от 3/5 Опълченска дружина за охрана на жп линии и от 9-а коларообозна дружина. На 11 август 1941 г. чиновете са демобилизирани. От предадените документи не може да се установи кога областта е разформирана.

## Наименования
През годините областта носи различни имена според претърпените реорганизации:
- Девета плевенска дивизионна област (1903 – 1919)
- Девета дивизионна област (1939 – 1951)

## Началници
Званията са към датата на заемане на длъжността.
| № | звание        | име            | дати        |
| - | ------------- | -------------- | ----------- |
|   | Генерал-майор | Иван Стойков   | 1917 – 1918 |
|   | Генерал-майор | Владимир Вазов | 1918 – 1919 |